# Ливађани
Ливађани су насељено место у саставу града Липика, у западној Славонији, Република Хрватска.

## Историја
До нове територијалне организације у Хрватској, налазило се у саставу бивше велике општине Пакрац.

## Становништво
На попису становништва 2011. године, Ливађани су имали 7 становника.
| Националност       | 1991.       |
| Срби               | 57 (98,27%) |
| Хрвати             | 0           |
| Југословени        | 0           |
| остали и непознато | 1 (1,72%)   |
| Укупно             | 58          |